# Салин, Сасу
Сасу Салин (фин. Sasu Salin, род. 11 июня 1991 года, Хельсинки) — финский профессиональный баскетболист, играющий на позициях разыгрывающего и атакующего защитника. Выступает за баскетбольный клуб «Университатя» Клуж-Напока.

## Карьера

### Клубная
Дебютировал в финской команде «Эспон Хонка» в 2007 году. По итогам сезона 2007/08 стал чемпионом Финляндии.
27 августа 2010 года Салин подписал трёхлетний контракт с клубом «Олимпия» (Любляна). Летом 2013 года подписал с клубом новый контракт, который рассчитан на два года.
В феврале 2015 года подписал контракт с испанским клубом «Гербалайф Гран-Канария».

### Международная
Салин дебютировал за национальную баскетбольную мужскую сборную Финляндии в 2011 году на отборочных матчах чемпионата Европы. В первом же матче он набрал 11 очков в игре против Израиля. Принимал участие в чемпионате Европы 2013 года, где его команда заняла 9-е место.

## Достижения

### Клубные
«Хонка» :
- Чемпион Финляндии : 2008
- Обладатель Кубка Финляндии : 2009

 «Олимпия» :
- Обладатель Кубка Словении (3): 2011, 2012, 2013